# محوطه تنگ باغ
محوطه تنگ باغ مربوط به دوره ساسانیان -قرون اولیه دوران‌های تاریخی پس از اسلام است و در شهرستان بهبهان، بخش مرکزی، دهستان حومه، جنوب شرق تنگ تکاب، ۱۰ کیلومتری شمال شرقی روستای امام رضا (ع) واقع شده و این اثر در تاریخ ۱ مرداد ۱۳۸۶ با شمارهٔ ثبت ۱۹۲۴۷ به‌عنوان یکی از آثار ملی ایران به ثبت رسیده است.